# 中尾英己建築設計事務所
中尾英己建築設計事務所（なかおひでみけんちくせっけいじむしょ）は、日本の建築設計事務所。建築家中尾英己が主宰している。

## 業務内容
- 建築設計・監理業務
- コンサルティング業務

ローン返済計画・賃貸住宅収支計画・相続対策事業計画
- 調査・研究業務

都市の研究・調査・特殊建築物の定期報告書作成
- 企画・開発業務 家具の商品企画開発

店舗等インテリアの企画

## 設計事例
- 個人住宅
- 賃貸住宅
- 事務所ビル
- 保育園・幼稚園
- 飲食店
- クリニック
- リノベーション・リフォーム

等の建築設計を行っている。
テレビ朝日系列 大改造!!劇的ビフォーアフター SEASON IIにも出演している。